# Lichacze (rejon miński)
Lichacze (biał. Ліхачы, ros. Лихачи) – wieś na Białorusi, w obwodzie mińskim, w rejonie mińskim, w sielsowiecie Horanie.
Dawniej folwark i dwa zaścianki. W czasach Rzeczypospolitej wieś leżała w województwie mińskim. Odpadła od Polski w wyniku II rozbioru. W granicach Rosji należała do ujezdu mińskiego w guberni mińskiej. Ponownie pod polską administracją w latach 1919–1920 w okręgu mińskim Zarządu Cywilnego Ziem Wschodnich. Ustalona w traktacie ryskim granica polsko-radziecka przebiegła w pobliżu wsi, zostawiając ją po stronie sowieckiej.